# Stade communal de Spolète
Le Stade communal de Spolète (en italien : Stadio Comunale di Spoleto) est un stade omnisports italien (servant principalement pour le football) situé dans la ville de Spolète, en Ombrie.
Le stade, doté de 1 500 places, sert d'enceinte à domicile à l'équipe de football de l'Associazione Dilettantistica Voluntas Calcio Spoleto.